# UNTEA-zegel

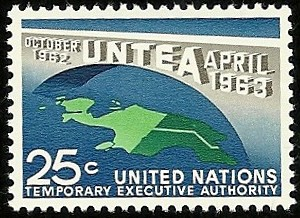
Postzegels uitgegeven in de periode 1962-1963

UNTEA-zegels zijn postzegels van Westelijk Nieuw-Guinea, voordien Nederlands-Nieuw-Guinea, met de opdruk UNTEA, omdat met ingang van 1 oktober 1962 het bestuur door de Verenigde Naties was overgenomen.
Om de neutraliteit te accentueren gaf de United Nations Temporary Executive Authority (UNTEA) eigen postzegels uit. Daartoe werden restanten van de postzegels van Nederlands Nieuw-Guinea in Hollandia voorzien van de opdruk "UNTEA". Dit zijn 19 verschillende zegels uit 5 verschillende series (cijferzegel type Van Krimpen, Juliana en-face, Juliana en-profil, paradijsvogels, kroonduif).
Begin 1963 verscheen een tweede druk, in opdracht van UNTEA vervaardigd door Joh. Enschedé te Haarlem. Nu is de opdruk "UNTEA" veel regelmatiger. Deze opdruk werd in februari 1963 in circulatie gebracht.
In de UNTEA-periode werden voor strafport aanvankelijk de portzegels van Nederlands-Nieuw-Guinea gebruikt; later werden daarvoor ook de  UNTEA-zegels gebruikt.